# Marchesato di Solferino

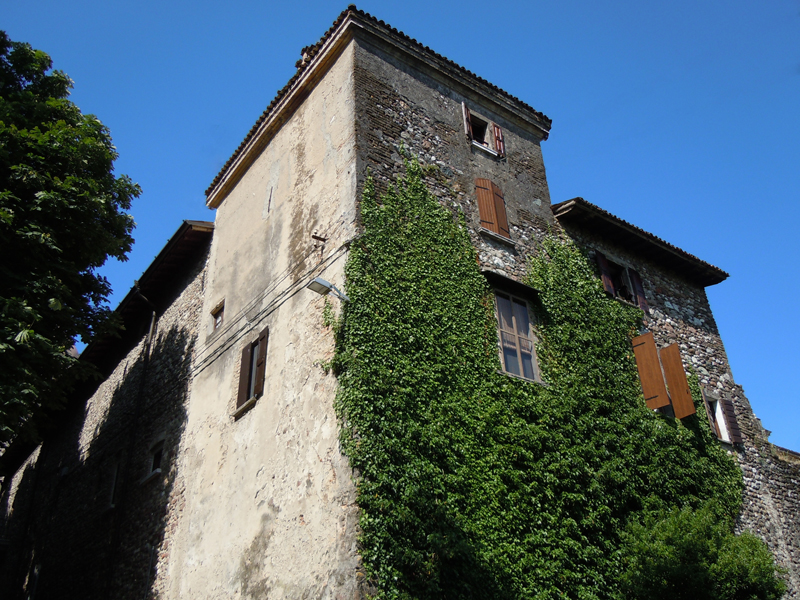
Solferino, castello di Orazio Gonzaga

Il marchesato di Solferino fu feudo di uno dei rami cadetti della famiglia Gonzaga, i "Gonzaga di Castel Goffredo, Castiglione e Solferino". Esso si formò nel 1511, quando a governarlo venne chiamato Aloisio Gonzaga, erede di Rodolfo e scomparve nel 1680, con la morte di Carlo Gonzaga.

## Storia
Sino alla morte del marchese Aloisio Gonzaga (1549) le terre di Solferino, unitamente a Castel Goffredo e a Castiglione, erano appartenute ai Gonzaga di Castel Goffredo, Castiglione e Solferino. Per successione testamentaria, al figlio Orazio toccò il feudo di Solferino ed altri beni nel mantovano. Questi morì senza eredi nel 1630 lasciando per testamento il feudo al nipote Cristierno di Castiglione. La successione al feudo si presentò subito difficile, per l'opposizione dei fratelli di Orazio, Alfonso e Rodolfo Gonzaga, che fece occupare Solferino nel 1588. Questo atto provocò la reazione sdegnata di Alfonso, che ricorse al duca di Mantova, Vincenzo I Gonzaga, al quale Orazio lasciò per testamento il castello di Solferino.
Cristierno ricevette l'investitura imperiale del feudo solo nel 1599, ma il suo governo fu sempre alla prese con rivolte e disordini. Gli succedette il figlio Carlo, inizialmente con l'aiuto della cugina Gridonia Gonzaga, figlia di Rodolfo. Durante il suo marchesato, Solferino subì l'occupazione dei lanzichenecchi. Assunse il potere dalla fine del 1638 alla sua morte, avvenuta nel 1680. Il marchesato fu successivamente inglobato nel Principato di Castiglione.

## Marchesi di Solferino
- 1511-1549: Aloisio Gonzaga (1494-1549)

sposò nel 1540 Caterina Anguissola
- 1549-1587: Orazio Gonzaga (1545-1587), figlio dei precedenti

sposò nel 1568 Paola Martinengo
- 1599-1630: Cristierno Gonzaga (1580-1630), nipote del precedente

sposò nel 1605 Marcella Malaspina
- 1638-1680: Carlo Gonzaga (1616-1680), figlio dei precedenti

sposò nel 1643 Isabella Martinengo delle Palle
Il marchesato perse la sua autonomia e fu inglobato nel Principato di Castiglione.